# قصر الملك إدريس السنوسي
«القصر الملكي» أو «قصر الملك إدريس السنوسي» يرجع بنائه في بداية المملكة الليبية ويقع قصر الملكي في الجهة الغربية لمدينة البيضاء خلف حي الكاوه ويطل على شارع العروبة وبجانبه ضريح رويفع الأنصاري، مما يجعل موقعه أستراتجيا في المدينة.
حيث أن هذا القصر لا يحظي بأهمية كبيرة الآن بعد قيام الثورة حيث يعتبر من رموز ليبيا في الفترة السابقة، حيث تم أقتحمه وتبعثر كل ما بداخله، وتم فصل حديقته لتصبح منتزه الزهور.
ومن أشهر ما كان يقام به من الخارج والداخل ما يعرف «حول الشلحي» ويوزع في هذا الحول اللحم والكبده مجانا على أهل المدينة ويدخل من يريد يدخل للقصر لكي يشكي أو يلقى التحية للملكة فاطمة حرم الملك إدريس.